# Otto Pächt
Otto Pächt, né à Vienne en 1902 et mort en 1988, est un historien de l'art médiéval autrichien. Il fait partie de l'école de Vienne avec d'autres historiens de l'art tels que Aloïs Riegl, Max Dvorak ou Julius von Schlosser.

## Biographie
Né à Vienne de parents de confession juive, son père, David Pächt est originaire de Bucovine et sa mère Josefine Freundlich, est membre de la communauté juive de la ville. Il entre à l'université de Vienne en 1920. Il suit la quasi-totalité de ses études à Vienne, passant seulement un semestre à l'université de Berlin. Ses enseignants forment ce qui est devenu par la suite l'école de Vienne (histoire de l'art) (en), dirigée par Aloïs Riegl ou Julius von Schlosser. Ce dernier dirige sa thèse qu'il passe en histoire de l'art médiéval en 1925. Il se lie d'amitié avec son collège Hans Sedlmayr. Il passe son habilitation à l'université de Heidelberg en Allemagne, sous la direction d'August Grisebach avec pour sujet le peintre Michael Pacher en 1932. En 1933, avec l'arrivée du NSDAP au pouvoir, son titre de Privat-docent est révoqué et il retourne en Autriche. Il rompt son amitié avec Sedlmayr qui lui rejoint le parti Nazi. 
À Vienne, il est ami avec l'écrivain Robert Musil et le peintre Oskar Kokoschka. Avec le premier, il participe à un congrès antifasciste pour la défense de la culture en 1935. En 1938, juste avant l'Anschluss, il accepte une invitation à travailler à la National Gallery of Ireland. Entre 1937 et 1941, il travaille à l'Institut Warburg à Londres. Il se marie avec Jeane Michalopulo, de nationalité anglaise. Il contribue à cataloguer les manuscrits de la Bibliothèque Bodléienne à Oxford. À partir de 1945, il devient lecteur à l'Oriel College toujours à Oxford, poste qu'il conserve jusqu'en 1956. Cette année-là, il devient un visiting professor dans plusieurs universités américaines dont l'université de Princeton. 
Il retourne en Autriche en 1963 pour devenir professeur à l'université de Vienne à la chaire d'art médiéval, puis en 1969 il est nommé à la tête du département des manuscrits de la Bibliothèque nationale autrichienne.

## Travaux
Otto Pächt s'intéresse à l'analyse structurale des œuvres : il tente d'isoler des structures fixes dans les images et détails du travail d'un peintre.
- Le Paysage dans l'art italien, éd. G. Monfort, Paris, 1991
- Questions de méthode en histoire de l'art, éd. Macula, Paris, 1994, 4e éd. augmentée d'une introduction par D. Galloy 2017
- L'Enluminure médiévale, éd. Macula, 1997.